# 李大
李大（？—1356年？），又名李岱戴、李带大，福建等处行中书省泉州路安溪县兴一里上卿乡（今福建省泉州市安溪县尚卿乡新楼村虎骑头）人，元朝后期民变领袖。
元至正十四年（1354年）夏，李大在安溪县龙居大寨（今安溪县蓬莱镇龙居村）据险称帝，联合南安县起事者吕光甫，攻打长泰等县。七月，李大起义军围攻泉州路城失败。八月，李大派遣部属刘广仁进攻仙游，杀达鲁花赤倒剌沙。至正十六年（1356年），李大率众攻打同安，不久转占长汀，遭长汀豪强罗良（后任福建行省右丞）镇压，起义失败。李大兵败后，单骑至安溪蓝田乡朝天山下，自刎身亡。